# Charlotte Garrigue-Masaryková
Charlotte Garrigue-Masaryková, Charlotte Masaryková, Charlie Masaryková – również Charlotte Garrigue Masaryk lub tylko Charlotte Garrigue, Charlotte Masaryk (ur. 20 listopada 1850 w Nowym Jorku, zm. 13 maja 1923 w Lánach) – czeska działaczka feministyczna, publicystka i tłumaczka pochodzenia amerykańskiego; małżonka pierwszego prezydenta Czechosłowacji Tomasza Garrigue Masaryka.

## Życie

### Dzieciństwo i lata młodzieńcze
Ojciec Charlotte Garrigue pochodził ze starej południowo-francuskiej, hugenockiej rodziny, która w okresie prześladowań hugenotów we Francji uszła do Danii, stamtąd z kolei ojciec Charlotte wyemigrował do Stanów Zjednoczonych. Matka, także o imieniu Charlotte, pochodziła z Chicago, z rodziny Whitings, której członkowie należeli do pierwszych osadników europejskich w Ameryce Północnej przybyłych w 1620 roku na żaglowcu Mayflower.
Charlotte Garrigue urodziła się w 1850 roku w Brooklynie (obecnie dzielnica Nowego Jorku). Była trzecim z jedenaściorga dzieci bogatego handlowca amerykańskiego – Rudolpha Garrigue, m.in. współwłaściciela ubezpieczalni, oraz Charlotty Garrigue. Miała siedem sióstr i trzech braci. Większość dzieciństwa spędziła w Bronksie.
Na przełomie lat 60. i 70. XIX wieku Charlotte Garrgiue studiowała na Konserwatorium Lipskim. W 1877 roku w Lipsku, podczas wizyty u swojej przyjaciółki z lat studenckich, po raz pierwszy spotkała swojego przyszłego męża Tomasza Masaryka, który udał się w podróż do Lipska po obronie doktoratu na Uniwersytecie Wiedeńskim. Wkrótce odbyły się zaręczyny a 15 marca 1878 para zawarła ślub cywilny i unitariański u rodziny Charlotty Garrigue w USA. Małżonkowie po ślubie odbyli podróż do Wiednia, gdzie Charlotte Garrigue-Masaryková rozpoczęła naukę języka czeskiego. W 1881 roku przeprowadzili się do Pragi, gdzie Masaryk rozpoczął pracę jako profesor na Czeskim Uniwersytecie Karola (do 1939 roku Uniwersytet Karola był rozdzielony na dwie części – niemiecką i czeską).
Z sześciorga dzieci Charlotty Garrigue-Masarykovej dwoje umarło w wieku dziecięcym. W Wiedniu w maju 1879 roku Charlotte urodziła  córkę Alice, rok później syna Herberta, w 1886 roku drugiego syna Jana, który jako jedyny z dzieci urodził się w Pradze. W 1890 roku przyszła na świat druga córka Eleanora, która umarła w wieku czterech miesięcy. W 1891 roku Charlotte Garrigue-Masaryková urodziła trzecią córkę Olgę. Ostatnie z dzieci – czwarta córka Hana umarła zaraz po urodzeniu.

### I wojna światowa
Po wybuchu I wojny światowej Tomasz Garrigue-Masaryk wraz z córką Olgą 18 grudnia 1914 roku emigrował do Europy Zachodniej i później USA, ponieważ groziło mu aresztowanie i oskarżenie o zdradę. Po opuszczeniu kraju został skazany w Austro-Węgrzech na karę śmierci. Charlotte Garrigue-Masaryková pozostała z trojgiem dzieci w Pradze. Policja austro-węgierska rozpoczęła wkrótce stosować szereg represji wobec rodziny. Córka Alice została 28 października 1915 aresztowana i przez następnych osiem miesięcy więziona w Wiedniu (matka ze względu na ciężki stan zdrowia nie została uwięziona), syn Jan został zwerbowany do armii austro-węgierskiej, Herbert umarł w 1915 roku na tyfus, którym zaraził się w jednym z obozów pracy w Galicji. Z tego okresu pochodzą sławne Listy do więzienia, które po I wojnie światowej doczekały się Czechach czterech wydań.
Pod koniec wojny Charlotte Garrgiue-Masaryková zaczęła chorować na serce i cierpiała na depresję. Wkrótce została hospitalizowana w sanatorium w Veleslavínie. Po zakończeniu wojny, 20 grudnia 1918 roku powrócił do Czech Tomasz Garrigue-Masaryk i 21 grudnia odebrał żonę z sanatorium.

### Działalność polityczna i społeczna
Charlotte Garrigue-Masaryková była orędowniczką ruchu feministycznego tzw. „pierwszej fali” w Czechach i m.in. ze względu na swoje poglądy wystąpiła z Kościoła unitariańskiego. W 1882 wstąpiła do Klubu Dam Amerykańskich założonego przez Vojtěcha Náprstka i zaczęła intensywne działania na rzecz szerszego dostępu kobiet do edukacji. Wspierała także sekcję żeńską czeskiego „Sokoła” oraz žižkovską organizację "Domovina pro záchranu svedených děvčat". W 1890 roku we współpracy ze swoją nauczycielką języka czeskiego przełożyła na język czeski dzieło Johna Stuarta Milla, pt. Poddaństwo kobiet. W 1905 roku wstąpiła do Czechosłowackiej Socjaldemokratycznej Partii Robotniczej (czes. Československá sociálně demokratická strana dělnická, dzisiejsza ČSSD), ale podobnie jak jej mąż, odrzuciła marksistowską teorię walki klas. Po upadku monarchii austro-węgierskiej w 1918 roku, alianci uznali męża Charlotte Garrigue Masarykovej – Tomasza Masaryka za głowę rządu czeskiego, w 1920 roku został on wybrany pierwszym prezydentem Czechosłowacji. Dzięki staraniom Ch. Garrigue-Masarykovej w pierwszej konstytucji Czechosłowacji z 1920 roku zagwarantowano kobietom takie same prawa obywatelskie jak mężczyznom, w tym prawo wyborcze. Postanowienia te realizowały artykuły: 9, 10, 14 i 15.
Na skutek postępującej, nieznanej choroby, reprezentacyjną rolę pierwszej damy przejęła w 1922 roku córka Alice. We wrześniu 1922 roku Charlotta Masarykova przeżyła ciężki zawał serca. 1 maja 1923 pojawiła się martwica mózgu a wraz z nią częściowe obumarcie organizmu. Zmarła nad ranem, 13 maja 1923 roku, w Zamku Lány, letniej rezydencji prezydenckiej położonej pod Pragą.

## Pomnik Charlotty Garrigue-Masarykovej
W gminie Hutisko-Solanec w Czechach znajduje się jedyny do tej pory pomnik Charlotty Garrigue-Masarykovej. Pomnik wystawił w 1926 roku nauczyciel C. Mach wraz ze swoimi uczniami. Znajduje się on w niewielkiej dolinie, w miejscu zwanym „Za Kopcem”. Także na budynku przy ulicy Mickiewicza na praskich Hradczanach, gdzie Masarykowie mieszkali przed I wojną światową, umieszczono marmurowe popiersie Charlotte Masaryk autorstwa Vojtěcha Suchardy.

### W języku angielskim
- Masaryk, Garrigue Alice: Alice Garrigue Masaryk, 1879-1966: Her Life as Recorded in Her Own Words and by Her Friends, 1980.
- Masaryk, T. G.: Against the Current, 1882-1914, 1994.
- Hoogenboom, Olive: The First Unitarian Church of Brooklyn: One Hundred Fifty Years, 1987.
- American National Biography: Masaryk, Charlotte Garrigue, H. Gordon Skilling.
- Kovtun, George J.: Masaryk and America: Testimony of a Relationship, 1988.
- Kovtun, George J. (red.): The Spirit of Thomas G. Masaryk (1850-1937): An Anthology, 1990.
- McKinney, Donald W.: Brooklyn's First Lady of Czechoslovakia, in When the Pulpit Starts to Creak, 1992.
- Reinfeld, Barbara: Charlotte Garrigue Masaryk, 1850-1923, Czechoslovak and Central European Journal, Summer/Winter 1989.
- Szporluk, Roman: The Political Thought of Thomas G. Masaryk, 1981.

### W języku czeskim
- Masaryková, Charlie: O Bedřichu Smetanovi, artykuły w "Naše doba", 1893 r. (posłowie – Zdeněk Nejedlý, Praga: Sbor pro postavení pomníku Bedřichu Smetanovi, 1930).
- Masaryková-Garrigue, Charlotte: Listy do vězení (przedmowa – Alice Masarykové, na język czeski przetłumaczył Vincenc Svoboda, Praga: Vladimír Žikeš, 1947).
- Masaryková, Alice i Masaryková-Garrigue, Charlotte: Milá mama / Dear Alice – korespondence Alice a Charlotty Masarykových 1915–1916 (pod redakcją Dagmary Hájkovej oraz Jaroslava Soukupa, Praga: Akademie věd ČR, 2001).
- Kosatík, Pavel: Devět žen z Hradu (Praga: Mladá fronta, 1999).
- Lev, Vojtěch: Památce Ch.G. Masarykové (Praga: Ústřední dělnické knihkupectví a nakladatelství, 1923).
- Nováková, Milena: Věrná socialistka Charlotta Garrigue Masaryková: k 25. výročí jejího skonu (Praga: Cíl, publikační oddělení, 1948).
- Polák, Stanislav: Charlotta Garrigue Masaryková (Praga: Mladá fronta, 1992).
- Preclík, Vratislav. Masaryk a legie (Masaryk and legions), 219 stron, pierwsze wydanie Paryż/Karviná, współpraca Demokratyczny Ruch Masaryka, 2019, ISBN 978-80-87173-47-3, strony 36–39, 41–42, 106–107, 111–112, 124–125, 128, 129, 132, 140–148, 184–199.
- Sobotka, Richard: Charlotta Garrigue Masaryková – epizoda ze života (Ołomuniec: Dobra & Fontána, 1999).